# 悪霊島
『悪霊島』（あくりょうとう）は、横溝正史の長編推理小説。「金田一耕助シリーズ」の一つ。『野性時代』に1979年新年号から1980年まで15回連載された。
1980年「週刊文春ミステリーベスト10」7位。
本作を原作として、2014年3月までに映画1本、テレビドラマ2作品が制作されている。

## 概要
1980年（昭和55年）初刊。横溝正史による最後の長編小説作品で、昭和40年代の瀬戸内を舞台にした連続殺人事件を追う金田一耕助の活躍を描く。金田一シリーズとしても最後のリリースであり、また「岡山編」の最後の作品でもある。岡山県警の磯川警部が活躍を見せるほか、磯川の過去の掘り込みもなされている。
横溝は、何かで自身のことを「怪奇探偵作家」と書かれているのを読んで、探偵作家の上に「怪奇」と付け加えられているのを奇異に思うとともに、そのように折紙を付けられたならば怪奇探偵小説を書こうと思い立った。そして、この世にこれほど怪奇なものはあろうかと思いついたのがシャム兄弟で、江戸川乱歩の怪奇探偵小説『孤島の鬼』や海野十三の『三人の双生児』、エラリー・クイーンの『シャム兄弟の秘密』など、シャム兄弟をテーマにした作品に挑戦しようと着想を練ったのが本作である。
舞台の刑部島は作中の解説によると、下津井および水島の付近にあり、鷲羽山山頂の展望台から見下ろせる場所にある。
本編中「かつて刑部神社（の社屋）が崖崩れで消失」の話が出てくるが、この崖崩れの原因となった「明治26年10月14日の大台風」は実在した天災である。

## ストーリー
1967年（昭和42年）、金田一耕助は、瀬戸内海に浮かぶ刑部（）島にレジャーランド開発計画を持ち込んでいる島出身の億万長者・越智竜平の依頼を受けて人捜しをするため、島がある岡山県にやって来ていた。
しかし、捜していた男は海で瀕死の状態となって発見される。金田一は友人である岡山県警の磯川警部から、男の最期の言葉を録音したテープを聴かされる。そこには「あの島には恐ろしい悪霊が取り憑いている…腰と腰がくっついた双子…鵼の鳴く夜は気をつけろ……」という不気味なダイイング・メッセージが録音されていた。

## 登場人物
金田一耕助（きんだいち こうすけ）
私立探偵。
磯川常次郎（いそかわ つねじろう）
岡山県警警部。
広瀬（ひろせ）
岡山県警警部補。
藤田（ふじた）
岡山県警刑事。
山崎宇一（やまざき ういち）
刑部島駐在巡査。
木下（きのした）
嘱託医。

### 事件の関係者達

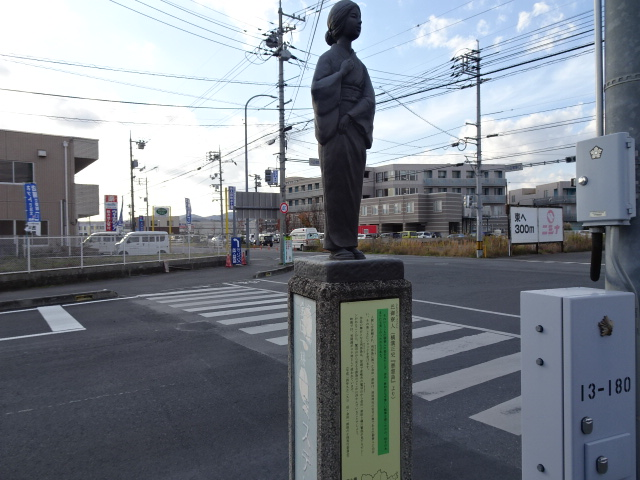
巴御寮人像
（岡山県倉敷市真備町川辺）

刑部大膳（おさかべ だいぜん）
刑部島の最高権力者。錨屋を取り仕切る。
刑部辰馬（おさかべ たつま）
刑部島村長。大膳の甥。
刑部守衛（おさかべ もりえ）
刑部神社神主。婿養子。
刑部巴（おさかべ ともえ）
大膳の双子の兄・天膳の孫。守衛の妻。「巴御寮人」とも。
刑部真帆（おさかべ まほ）
守衛と巴の娘。双子の姉。
刑部片帆（おさかべ かたほ）
守衛と巴の娘。双子の妹。
越智竜平（おち りゅうへい）
実業家。アメリカ帰りで刑部島出身。
越智多年子（おち たねこ）
竜平の叔母。
越智吉太郎（おち きちたろう）
竜平の従兄弟。
松本克子（まつもと かつこ）
竜平の秘書。
青木修三（あおき しゅうぞう）
竜平の部下。
妹尾四郎兵衛（せのお しろべえ）
神楽太夫社長。
妹尾松若（せのお まつわか）
神楽太夫。四郎兵衛の息子。1948年（昭和23年）に失踪。
妹尾平作（せのお へいさく）
神楽太夫。
妹尾徳右衛門（せのお とくえもん）
神楽太夫。
妹尾嘉六（せのお かろく）
神楽太夫。
妹尾弥之助（せのお やのすけ）
神楽太夫。
妹尾誠（せのお まこと）
神楽太夫。松若の息子。
妹尾勇（せのお いさむ）
神楽太夫。松若の息子で誠の弟。
三津木五郎（みつぎ ごろう）
観光客。※物語のキーマン。当時はヒッピーで、1981年（昭和56年）ではどこかのラジオ局のプロデューサーかDJとして勤めている。
荒木清吉（あらき せいきち）
置き薬行商人。1958年（昭和33年）に失踪。
荒木定吉（あらき ていきち）
置き薬行商人。清吉の息子。
浅井はる（あさい はる）
市子。

### その他
刑部天膳（おさかべ てんぜん）
大膳の双子の兄で巴の祖父。故人。
宮本勇雄（みやもと いさお）
雲竜丸船長。
山下亀吉（やました かめきち）
学生服卸販売業者。
田中静恵（たなか しずえ）
クラブ「モナミ」の女将。
川島ミヨ（かわしま ミヨ）
はるの近所に住む婦人。
三津木秀吉（みつぎ しゅうきち）
三新証券元社長。五郎の父。故人。
三津木貞子（みつぎ さだこ）
秀吉の亡妻。
浅野こう（あさの こう）
三津木家の留守を預かる婦人。
新田穣一（にった じょういち）
三新証券社長。
山城太市（やましろ たいち）
人形遣い。1961年（昭和36年）に失踪。
磯川糸子（いそかわ いとこ）
磯川警部の亡妻。
磯川平太郎（いそかわ へいたろう）
磯川警部の兄。
磯川八重（いそかわ やえ）
平太郎の妻。
磯川健一（いそかわ けんいち）
平太郎の息子。
磯川清子（いそかわ きよこ）
健一の妻。

## 映画

### 1981年版
1981年10月3日に公開された。角川映画、監督は篠田正浩。
公開時の『バラエティ』に「横溝正史原作の19本目の映画化作品」と書かれている。原作発表から直ちに映像化された作品。原作発表の年に発生したジョン・レノン暗殺のニュースを本編に折り込むという方針から、物語のキーマン・三津木五郎が、1980年の現在から本編で描かれた刑部島事件のあった約10年前の1969年（原作の設定より2年遅い）を回想するという形式に変更されている。
挿入歌にビートルズの「レット・イット・ビー（Let It Be）」、同じく「ゲット・バック（Get Back）」を使用し、作品に強い印象を残していた。制作会社の角川によればビートルズの曲が使用された初めての映画とされているが、当時すでに『抱きしめたい』などの前例があった。
使用料は2曲で2,040万円。映画全体の時代背景に是非必要と長期交渉の末承諾を得た。1980年代のTV放送時と東芝EMIから発売されたビデオソフトは公開当時のオリジナル版だったが、後年これら楽曲の使用権が切れたためTV放映・ソフト発売がされず、長らく幻の作品となっていた。2004年にようやくDVDが発売されたものの楽曲部分は別歌手によるカバー版に変更されており、近年のCS等でのテレビ放映においてもその変更版が放映されている。
公開時キャッチコピーは「鵺の鳴く夜は恐ろしい…」。
原作では岡山県にあるとされている刑部島が広島県となっており、原作の下津井吹上に相当する本土側の港は「竹田」、真帆と片帆の姉妹が預けられている倉敷と玉島の兼務神社は尾道と広島で、磯川警部の所属も広島県警に変更されている。このため旅の者である金田一（鹿賀丈史）、三津木（古尾谷雅人）と、アメリカ帰り設定の越智竜平（伊丹十三）以外は、全員広島弁を喋る。関連して、巴には双子の姉・ふぶきがあり、巴とは別れて広島近郊で育てられていたのを戦後に引き取ったことになっているが、実際には原爆で死亡したと推定されることが終盤で明らかになる。巴が一見すると神々しいが実は性的に無軌道という二面性は原作通りだが、恋人と引き裂かれたショックで発症した二重人格という形でそれを明確化しており、無軌道な方の人格を表向きはふぶきということにしたという設定になっている。
妹尾兄弟は初来島ではなく何度か刑部島に来ていて、火事の直前にも父・松若の痕跡を求めて拝殿付近を探っていたところ、巴の犯行を目撃して事後共犯となった直後の三津木に遭遇し、双方が供述を躊躇する。また、誠が片帆と恋仲になっており、現場を目撃した巴が嫉妬でふぶきの人格になり片帆を殺害した。片帆が島を抜け出す具体的な計画を立てていた設定は無い。なお、松若の失踪は19年前ではなく5年前であり、誠が幼時の記憶で「千畳敷」という地名を覚えていた設定は無い。
刑部大膳が事件に積極的に関与していた設定に変更されている。三津木と荒木に目撃された蓑笠の人物は大膳で、片帆の遺体を隠亡谷へ移動させた。警察が三津木の証言で守衛殺害犯をふぶきと判断し連行しようとした際には、吉太郎にふぶきの扮装をさせて断崖から転落死したように装った。しかし、その後も巴にふぶきの人格が現れてしまい、その現場を真帆に目撃されて扼殺しようとする。その直後、鵼の鳴き声で竜平が巴を呼び出し連れ去る。金田一は真帆の手当てを磯川に任せて大膳の足跡を追い、紅蓮洞に行き着く。巴と竜平も紅蓮洞に至り、吉太郎も追ってくる（神楽太夫たちや真帆は来ない）。吉太郎が太郎丸と次郎丸の死骸を撃ったことから状況は急展開し、巴は奈落に転落して行方不明となり、暗闇の中で金田一と誤って吉太郎を刺した大膳は吉太郎の銃で自殺する。
結末の詳細やそれに関わる経緯が以上のように大幅に変更されている他は概ね原作通りの流れであるが、簡略化が目的と思われる以下のような変更が多々ある。
- 青木修三の身元は指輪の印鑑ではなく背広のネームで判明する。ダイイングメッセージに「蟹」に関する文言は無い。
- 船の乗客の1人が本土で青木修三に遭遇していた設定は無い。
- 「浅井はる」は戦後の変名ではない。磯川は殺害の10日ほど前に手紙を受け取っていて、出張中だったため1週間後に読んでいた。第1発見者ではなく、事件を聞いて自ら現場へ出向いた。
- 明治26年以前のみの賽銭は登場しない。
- 金田一が一旦東京へ帰って竜平に会った設定や、その前日に守衛が東京に来ていた設定は無い。
- 金田一は大膳の案内ではなく自主的に漁船を雇って島の南側を見て回る。洞窟内には入らない。
- どう猛な一匹の土佐犬ではなく多数の野犬の群れが登場する。
- 三津木が尺八を嗜み、神社で琴と合奏する設定は無い。
- 荒木定吉は薬行商人の息子ではあるが、自身は昆虫採集と称して来島している。鵼に関することは父親の最後の手紙に明記されていた。
- 淡路の人形遣いも失踪していた設定は無い。
- 三津木の実の親が何者であるかは結局判明しない。

キャスト
- 金田一耕助 - 鹿賀丈史
- 磯川警部 - 室田日出男
- 三津木五郎 - 古尾谷雅人
- 越智竜平 - 伊丹十三
- 巴御寮人 / ふぶき - 岩下志麻
- 真帆 / 片帆 - 岸本加世子
- 尾道の御寮人 - 宮下順子
- 広島の御寮人 - 二宮さよ子
- 松本克子 - 中島ゆたか
- 越智多年子 - 大塚道子
- 浅井はる - 原泉
- 広瀬警部補 - 武内亨
- 妹尾四郎兵衛 - 嵯峨善兵
- 荒木定吉 - 鷹瀬出
- 刑部辰馬 - 多々良純
- 刑部守衛 - 中尾彬
- 刑部大膳 - 佐分利信
- 吉太郎 - 石橋蓮司
- 女中とめ - 根岸季衣
- 漁夫 - 浜村純

スタッフ
- 監督 - 篠田正浩
- 脚本 - 清水邦夫
- 音楽 - 湯浅譲二

製作
角川春樹は金田一ものはこれで最後という意気込みで、金田一ミステリの集大成、最高作に仕上げたいという思いから、最高のスタッフ、キャストを組んだと自負した。初のスリラーを演出する篠田正浩は「原作者が推理ドラマの背後に描いている日本の風土を映像を通じて描破した。風土がもたらす犯罪を扱いつつ、日本の近代なるものを問い返す試みだ」、撮影の宮川一夫は「オーソドックスな私としてはかなり実験を交え、思い切った色彩効果を狙ってみた。スリラーを色彩心理を通して描いてみたらどうなるかを試みた」と話した。当時は"金田一耕助もの"が映画にテレビに乱立状態にあったため、金田一耕助役には、ごく近年の時代設定の中の金田一、推理を楽しむ探偵プラス和製ヒッピーといったキャラクターを重ね合わせたいと狙い、それまでの金田一とはひと味もふた味も違う探偵を創ろうと鹿賀丈史が起用された。同様に名物キャラクター・磯川警部役は、それまでの滑稽さを崩す警部像を出そうとキャスティングに難航したが、室田日出男が起用された。1981年4月20日東京丸の内の東京會舘で製作会見が行われた。
ロケハンに数か月かけ、重要な舞台となる神社は20か所以上を調査した。合計1都1府8県で撮影。1981年5月27日クランクイン。刑部島設定の撮影は、断崖と丘は島根県隠岐諸島西ノ島の摩天崖、本州側から渡る港は岡山県笠岡港、島側の港は広島県呉市大崎下島の御手洗と、港辺りの風景は広島県大崎上島木江町、岡山県倉敷市水島、下津井、牛窓などを組み合わせたもの。洞窟は岡山県新見市の満奇洞と、山口県美祢市景清洞。刑部神社は京都府福知山市の元伊勢神宮をメインに、京都大江山、その周辺の森は京都下鴨神社糺の森など、いくつかの場所を組み合せた。社務所は東宝撮影所最大のNO.8スタジオに建設された。産婆の浅井はる（原泉）が住む場所は広島県の竹原市美観地区。この他、広島平和記念公園、奈良県奈良市、四国（場所不明）でも撮影された。冒頭は新宿副都心。
三津木五郎に扮する古尾谷雅人は、当時病み上がりで、古尾谷がキセルするシーンで、線路上で転び、グニャと変な音がして、スタッフ一同棒立ち、撮影延期かと真っ青になったが大事には至らなかった。
配給
この年夏の『ブルージーンズメモリー BLUE JEANS MEMORY』『ねらわれた学園』の興行を巡り、角川映画と東宝が絶縁状態に陥ったことから、角川春樹が東映の岡田茂東映社長に配給変更を打診したが、「そこまですると角が立つ」と断られたため、そのまま東宝の配給で公開された。

## テレビドラマ

### 1991年版
『横溝正史シリーズ・悪霊島』は、フジテレビ系の2時間ドラマ「金曜ドラマシアター」（金曜日21時3分 - 23時22分）で1991年10月4日に放送された。
ストーリーの大きな流れは原作通りだが、種々の改変がある。
- 原作よりも14年早い1953年（昭和28年）7月の事件としており、船の乗客がテープコーダー（テープレコーダー）の存在自体を珍しがる描写がある。
- シャム双生児を窒息死させた設定は単独の死産児に変更されており、青木のダイイングメッセージに関連する文言（平家蟹など）は無く、金田一が「骨」の存在を推論する設定も無い。それに替えて「死んだ子供が生きている、死んだ男が生きている」との文言がある。
- 三津木五郎は三津木五十子という女性に変更され、守衛殺害は目撃したのみで事後共犯の設定は無い。五十子の養母は浅井はるから実母が巴だと聞いていたが嘘と判明し、不明なままとなる。
- 金田一は越智竜平の依頼ではなく単に休養のために来島している。竜平が島の観光地化を計画している設定は無く、多年子や克子も登場しない。
- 過去に失踪しているのは9年前（原作では19年前）の神楽太夫と7年前（原作では9年前）の薬屋のみで、人形遣いは省略されている。
- 大膳は刑部一族による島の継承に固執しており、兄・天膳が唯一の跡取りである娘・瑠璃を島外へ嫁に出そうとしたのに反対して殺害、さらに婿を取っても子ができなかった瑠璃を犯して巴を産ませていた。
- 大膳と吉太郎が舟で出かけるのを目撃した金田一は、舟の係留地点を手がかりに水蓮洞を発見する。
- 鵼の鳴き声が重要と考えた金田一が鳴きまねをしたところ、巴が金田一を夜の浜辺へ呼び出す。巴の前でさらに鳴きまねをすると、巴の様子がおかしくなり、金田一に迫る。
- 真帆と片帆は10歳程度で、高校通学のために島外の兼務神社に預けられていた原作の設定に相当する設定は無い。幼い身ながら家出を敢行しようとした片帆を吉太郎が捕まえ、説得しようとして勢いで扼殺してしまう。死体は巴が鋸山に埋葬していたが、野犬が掘り出して腕を咥えてきたことから発見される（1981年版映画と同様）。指輪から片帆の腕だと真帆が即断する。
- 浅井はるは大膳の命令で吉太郎が殺害していた。
- 金田一は鵼の鳴きまねをして吉太郎の小屋に巴をおびき出し、解明した真相をぶつけるが、帰ってきた吉太郎に撲られて気絶する。翌朝覚醒した金田一は駐在所へ走るが、保護されていた五十子が一足違いで紅蓮洞へ拉致されていた。
- 紅蓮洞にたどりついた金田一が巴や吉太郎に殺害される危険を冒して五十子に真相を説明しているところへ竜平が現れる。吉太郎が竜平を銃殺しようとするが、大膳が現れて自ら竜平を殺害するため吉太郎を斬殺する。銃殺されそうになった竜平を巴が庇って死に、大膳は銃で自殺を図るが弾切れで未遂となる。

キャスト
- 金田一耕助 - 片岡鶴太郎
- 刑部大膳 - 平幹二朗
- 三津木五十子 - 牧瀬里穂
- 吉太郎 - 嶋田久作
- 巴御寮人 - 島田陽子
- 越智竜平 - 夏八木勲
- 刑部守衛 - 佐川満男
- 越智松蔵 - 六平直政
- 荒木定吉 - 井田州彦
- 妹尾誠 - 長岡尚彦
- 妹尾勇 - 雅まさ彦
- 山崎宇一 - 沼田爆
- 巴（回想） - 宮沢りえ
- 竜平（回想） - 市川染五郎

スタッフ
- 企画 -  岡田太郎、前田和也、小林義和
- プロデューサー - 高橋萬彦
- 脚本 - 岸田理生
- 音楽 - 石田勝範
- 撮影 - 木村祐一郎
- 照明 - 米田俊一
- 美術 - 根本研二
- 音声 - 山成正己
- 編集 - 深沢佳文
- 題字 - 鈴木啓義
- 琴指導 - 滝田美智子、友野しげ子
- 方言指導 - 高村尚枝、小林由利
- 特殊美術 - 阪上健
- 演出 - 福本義人
- 企画協力 – 角川春樹事務所
- 制作 – 共同テレビジョン、フジテレビ

### 1999年版
『名探偵・金田一耕助シリーズ・悪霊島』は、TBS系列の2時間ドラマ「月曜ドラマスペシャル」（毎週月曜日21時 - 22時54分）で1999年3月8日に放送された。
原作の構成要素の多くを継承しているが、ストーリーは大幅に再構成されており、苗字や属性が変更されている登場人物も多い。
- 浅井はるからの手紙を受け取った金田一は下津井の家を訪ねて押入に隠されていた死体を発見、刑部神社の神籤を手がかりに刑部島へ向かう。島への渡船が漂流していた青木修一を収容、金田一が直接ダイイングメッセージ（内容は悪霊と鵼のみ）を聞く。
- 刑部一族と越智一族は露骨に反目しあっている。原作同様の経緯で巴との仲を裂かれた越智竜平は、神戸で貿易商として成功して島へ戻ってきた。なお、金田一と面識は無かった。
- 巴は天膳の孫ではなく大膳の実子である。山岡吉太郎は越智一族ではなく代々刑部に仕えている。
- 越智一族は竜平の姉・多年子の夫婦が仕切っているが実子は無い。養子・拓郎は真帆と恋仲だが周囲が許さない。なお、片帆は登場しない。
- 巴と竜平の子は男女の双生児であった。2人とも浅井はるが斡旋する予定だったが女児・真帆の引き取り手が無く、浅井を紹介した守衛が自分の子ということにして巴と結婚した。男児は回りまわって越智拓郎になっていた。つまり恋仲の拓郎と真帆は実は兄妹だった。
- 15年前に失踪したのは妹背（妹尾ではなく）四郎兵衛で、神楽太夫ではなく人形遣い。その親族は登場しない。浅井はるから秘密を聞いて巴を恐喝し撲殺されていた。青木も同様に巴を恐喝しようとして揉み合って転落していた。
- 巴は浅井はるが秘匿を守らないことを抗議しに行くが、守衛がやめさせてくれないと開き直られて絞殺した。
- 守衛は拓郎と真帆の秘密をネタに神社の財産処分を強要しようとしたため巴が黄金の矢で刺殺、目撃した竜平が自分の犯行に見せかけるため矢を貫通させた。なお、火事の設定は無い。
- 守衛と不倫関係にあった越智家の番頭格・松本克子は、守衛を引き継いで巴を恐喝しにかかったため絞殺された。
- 全てを金田一に告白した巴は真帆への遺書を金田一に託して投身自殺した。

キャスト
- 金田一耕助 - 古谷一行
- 刑部巴 - 山本陽子
- 刑部大膳 - 神山繁
- 刑部守衛 - 清水綋治
- 刑部真帆 - 中本奈奈
- 越智竜平 - 峰岸徹
- 妹背四郎兵衛 ‐ 大橋芳枝
- 青木修三 ‐ 深見亮介
- 越智拓郎 - 中村俊介
- 山本巡査 - 粟津號
- 河合警部 - 谷啓
- 新村礼子、内田稔、南條豊 ほか

スタッフ
- プロデューサー - 大下晴義、堀貞雄
- 脚本 - 峯尾基三
- 監督 - 原田眞治
- 音楽 - 眞鍋理一郎
- 撮影 - 矢田行男
- 照明 - 山田和夫
- 美術 - 湯沢幸夫
- 録音 - 石川日出男
- 編集 - 末吉俊朗
- 音響効果 - 柴崎憲治
- ロケ協力 -  新勝浦市漁協鵜原支所、行川アイランド、日本冶金工業、小湊鉄道、鋸南町保田漁協
- 技術協力 - テイクシステムズ
- 編集・MA - パールスタジオ
- 方言指導 - 高村尚枝
- 人形指導 - 相模人形芝居 足柄座
- スタジオ - 東映大泉ビデオスタジオ
- 企画協力 - 角川書店、かとう企画
- 製作 - 東阪企画、TBS

## 漫画
- 前田俊夫 『横溝正史劇画 悪霊島』上下巻（双葉社、1981年）
『週刊平凡』に連載された。
- たまいまさこ 『悪霊島』全1巻（あすかコミックス、角川書店、1991年）
- JET 『名探偵・金田一耕助シリーズ 悪霊島』全1巻（あすかコミックスDX、角川書店、2004年、ISBN 9784048537742）
「鴉」を併録。